# Quand te tues-tu ?
Pour l’article homonyme, voir Quand te tues-tu ? (film, 1931).
Pour plus de détails, voir Fiche technique et Distribution.
Quand te tues-tu ? est un film français réalisé par Émile Couzinet et sorti en 1953.

## Fiche technique
- Titre : Quand te tues-tu ?
- Réalisateur : Émile Couzinet
- Scénario : d'après André Dahl
- Dialogues : Émile Couzinet
- Décors : René Renneteau
- Photographie : Pierre Dolley
- Son : Séverin Frankiel
- Montage : Henriette Wurtzer
- Musique : Vincent Scotto
- Production : Émile Couzinet
- Direction de production : Jean Cavaillès
- Société de production : Burgus Films (Bordeaux)
- Société de distribution : Héraut Film
- Pays :  France
- Format :  Noir et blanc - 1,37:1 - 35 mm - Son mono
- Genre :  Comédie
- Durée : 85 minutes
- Date de sortie : 
  - France : 10 juillet 1953

## Distribution
- Jean Tissier : Le vicomte Xavier du Venoux, un noble ruiné et suicidaire
- Daniel Sorano : Midol, un jeune noceur
- Frédéric Duvallès : Gripasou
- Léonce Corne : Le notaire
- Jeanne Fusier-Gir : Virginie
- René Génin : le maire
- Arlette Sauvage : Gaby
- Gaby Bruyère
- Marcel Vallée : Petavey